# Helden
Helden (limburguès Helje) és una població i antic municipi de la província de Limburg, al sud-est dels Països Baixos. L'1 de gener del 2009 tenia 19.631 habitants repartits sobre una superfície de 69,22 km² (dels quals 0,13 km² corresponen a aigua). Limitava al nord amb Deurne i Sevenum, a l'oest amb Meijel, a l'est amb Maasbree i al sud amb Leudal i Kessel.
L'1 de gener de 2010, juntament amb Kessel, Maasbree i Meijel es van unir per a formar el nou municipi de Peel en Maas.

## Centres de població
- Beringe
- Egchel
- Grashoek
- Helden
- Koningslust
- Panningen

## Administració
El consistori municipal consta de 17 membres, format des del 2006 per:
- CDA, 7 regidors
- PvdA/GroenLinks, 4 regidors
- IH82, 4 regidors
- VVD, 2 regidors